# Cain and Mabel
Cain and Mabel é um filme norte-americano de 1936, do gênero comédia musical, dirigido por Lloyd Bacon e estrelado por Marion Davies e Clark Gable.
Com a carreira de sua protegida Marion Davies em queda, William Randolph Hearst convenceu Jack L. Warner a alugar Clark Gable da MGM para Caim e Mabel. Apesar disso, o filme não fez sucesso.
Um contrarregra aparece em cena, por engano, durante um dos números musicais.

## Sinopse
Uma garçonete, Mabel O'Dare, torna-se estrela da Broadway. Para aumentar o interesse em sua comédia mais recente, Reilly, seu agente, inventa um romance entre ela e o pugilista Larry Cain. O tiro sai pela culatra: a peça fracassa e Larry começa a perder as lutas. À medida que suas carreiras vão por água abaixo, os dois se apaixonam de verdade e decidem largar tudo para viver sua história de amor...

## Premiações
| Patrocinador                                  | Prêmio | Categoria          | Situação |
| --------------------------------------------- | ------ | ------------------ | -------- |
| Academia de Artes e Ciências Cinematográficas | Oscar  | Melhor Coreografia | Indicado |

## Elenco
| Ator/Atriz       | Personagem       |
| ---------------- | ---------------- |
| Marion Davies    | Mabel O'Dare     |
| Clark Gable      | Larry Cain       |
| Allen Jenkins    | Dodo             |
| Roscoe Karns     | Reilly           |
| Walter Catlett   | Jake Sherman     |
| David Carlyle    | Ronny Cauldwell  |
| Hobart Cavanaugh | Milo             |
| Ruth Donnelly    | Tia Mimi         |
| Pert Kelton      | Toddy            |
| E. E. Clive      | Charles Fendwick |